# Eurybia misellivestis
Eurybia misellivestis är en fjärilsart som beskrevs av Hans Ferdinand Emil Julius Stichel 1910. Eurybia misellivestis ingår i släktet Eurybia och familjen Riodinidae. Inga underarter finns listade i Catalogue of Life.